# 威利大戲院
威利大戲院（Willie's Theatre），是上海市的電影院。威利大戲院開幕於1929年，最初名為好萊塢大戲院。 1931年改名為威利大戲院。在日本佔領上海期間，威利大戲院一度更名為昭南劇場。抗日戰爭結束後，再次更名為民光劇場。1949年後，更名為勝利電影院。在经过改建之后，胜利电影院于2023年10月26日重新开放。